# Bavaria Fluggesellschaft
Die Bavaria Fluggesellschaft war eine deutsche Fluggesellschaft mit Sitz in München und Basis auf dem Flughafen München-Riem. Das Unternehmen fusionierte am 1. März 1977 mit der Germanair zur Charterfluggesellschaft Bavaria Germanair.

## Geschichte

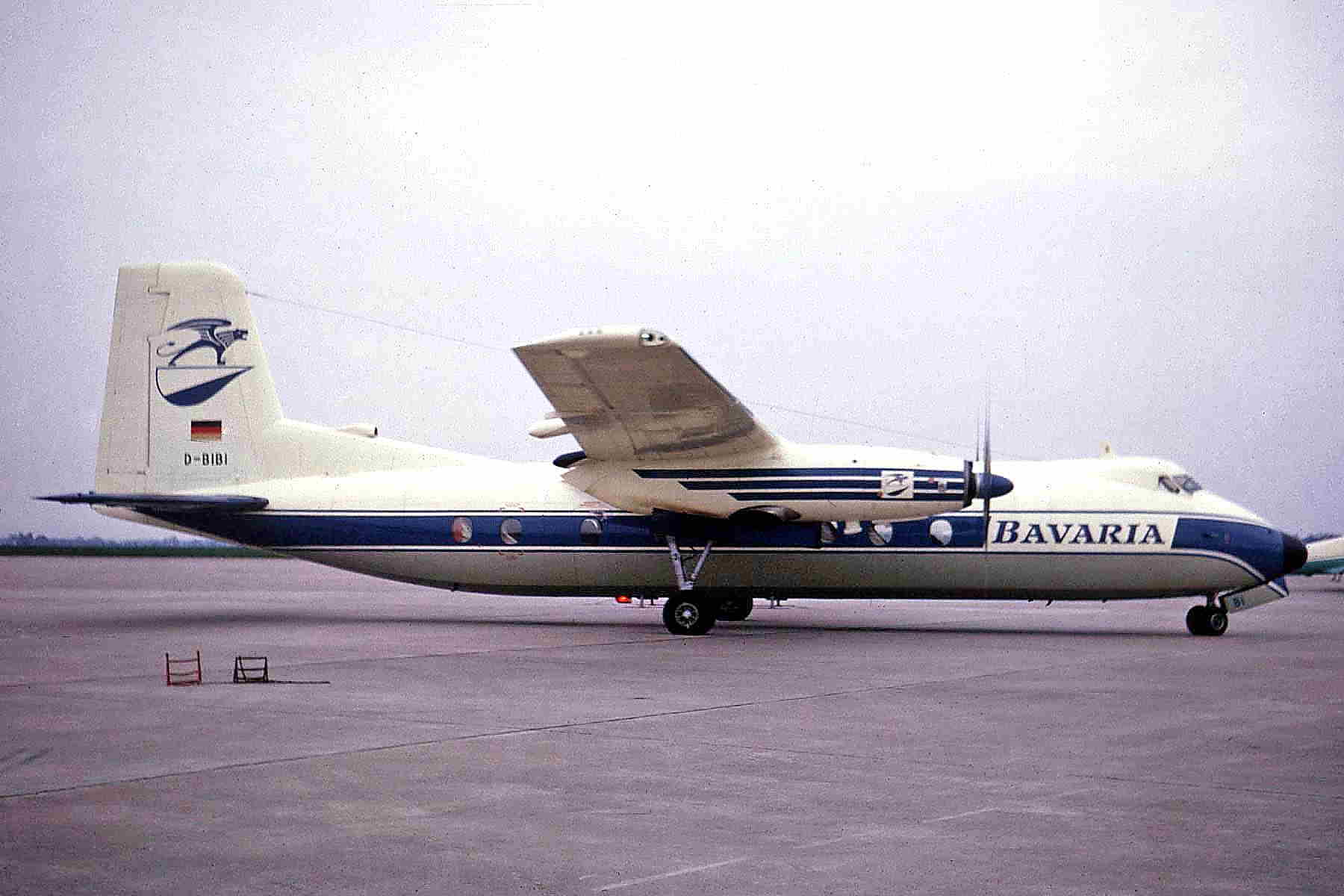
Bavaria Handley Page Herald, Hannover 1964

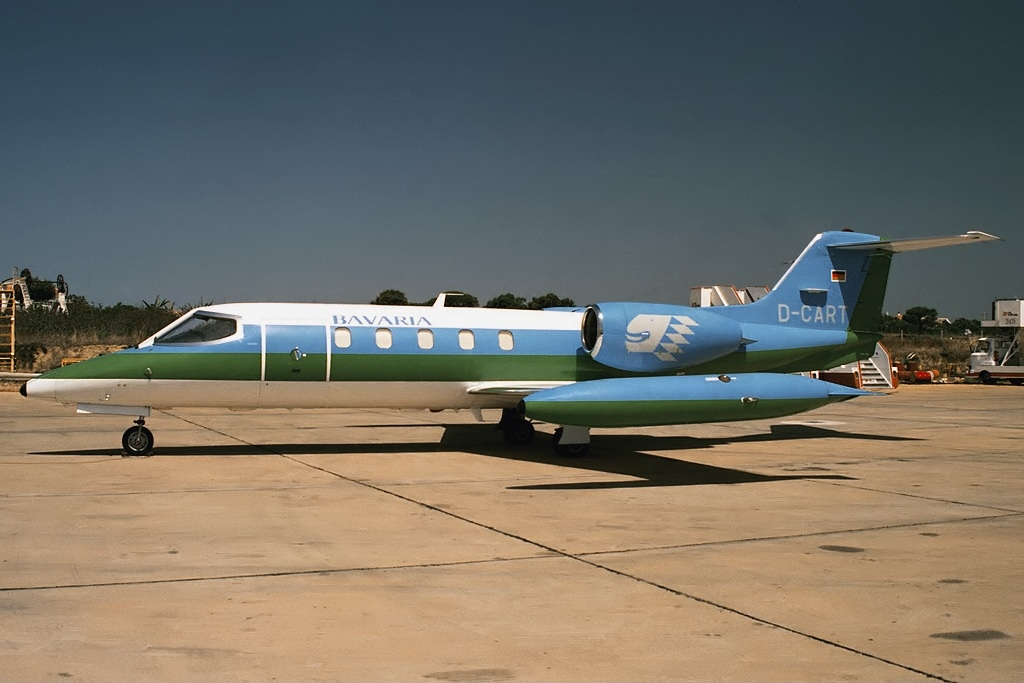
Bavaria Learjet 35, Faro

Der ehemalige Kunstflieger Max Schwabe gründete im Jahr 1957 die Bavaria Fluggesellschaft Schwabe & Co als Bedarfsflugunternehmen. Die Betriebsaufnahme erfolgte im Januar 1958 mit einer Piper PA-23 Apache. Ein Jahr später ergänzte eine Beechcraft Model 18 (Twin Beech) die Flotte. Max Schwabe erwarb im Jahr 1960 zwei Douglas DC-3 von der Lufthansa und schloss Beförderungsverträge mit dieser ab. Beide Flugzeuge kamen im Auftrag von Lufthansa auf innerdeutschen Post- und Frachtstrecken zum Einsatz.
Am 1. Mai 1964 erhielt die Gesellschaft die erste ihrer drei Handley Page Herald und nahm mit diesen IT-Charterflüge vom Flughafen München-Riem nach Südeuropa auf. Während der Sommersaison 1967 mietete das Unternehmen eine BAC 1-11 vom Hersteller und setzte damit erstmals ein Strahlflugzeug ein. Am 29. Dezember 1967 übernahm Bavaria die erste ihrer fünf eigenen BAC 111-400. Zwei dieser Maschinen wurden im Frühjahr 1968 für mehrere Wochen im Auftrag von Lufthansa im Linienverkehr auf den Strecken Stuttgart-Hannover und München-Hannover eingesetzt, weil Lufthansa durch Verzögerungen beim Boeing-737-Programm nicht genügend eigene Flugzeuge zur Verfügung standen. Ab dem 1. April 1969 führte Bavaria die Linienflüge zwischen München und Hannover unter eigenem Betriebsrisiko durch. Diese Dienste erfolgten weiterhin unter Lufthansa-Flugnummern.
Nachdem die Gesellschaft durch den Kauf der Strahlflugzeuge im Jahr 1968 in finanzielle Schwierigkeiten geraten war, beteiligte sich der Münchener Unternehmer Josef Schörghuber mit 26 Prozent an der Bavaria GmbH & Co KG. Am 6. März 1970 kam der Firmengründer Max Schwabe mit seiner Familie beim Absturz einer Bavaria-Maschine in der Schweiz ums Leben. Seine Firmenanteile in Höhe von 51 Prozent wurden dem Hamburger Bankier Hans Salb übertragen, der zuvor mit 23 Prozent an der Gesellschaft beteiligt war.
Ab 1970 betrieb Bavaria eine reine Jet-Flotte. Im selben Jahr wurde die erste Maschine des Typs BAC 111-500 übernommen, die einen längeren Rumpf besaß und mehr Passagiere befördern konnte. Im Jahr 1972 landete erstmals ein Flugzeug der Bavaria im Rahmen der Leipziger Herbstmesse in der DDR. Ab Ende 1972 flog die Gesellschaft Verluste ein und geriet erneut in wirtschaftliche Schwierigkeiten. Infolge der Finanzkrise verkaufte Hans Salb seine Anteile im Jahr 1974 an Josef Schörghuber, der dadurch zum Alleineigentümer der Bavaria Fluggesellschaft wurde. Die Schörghuber Unternehmensgruppe war bereits seit Ende 1970 im Besitz der Charterfluggesellschaft Germanair. Im Mai 1975 wurde Ernst Uhl mit der gemeinsamen Geschäftsleitung der Bavaria und der Germanair beauftragt und stimmte in der Folgezeit sämtliche Aktivitäten der zwei Fluggesellschaften aufeinander ab. Beide Gesellschaften behielten aber zunächst ihre Identität. Unter dem Motto „Vereint im Dienste des Tourismus“ wurde die Fusion zur Bavaria Germanair am 1. März 1977 vollzogen. Noch im Jahr der Fusion meldete die Fluggesellschaft Hapag-Lloyd Interesse an einer Übernahme der Bavaria Germanair an und kaufte das Unternehmen auf.
Die Auflagen des bundesdeutschen Kartellamts führten dazu, dass Josef Schörghuber 1979, nach Abschluss der Unternehmensübernahme, eine Leasinggesellschaft gründete, welche den Namen Bavaria Fluggesellschaft weiter verwendete. Seit 1999 trägt dieses Unternehmen den Namen Bavaria International Aircraft Leasing (BIAL).

## Flotte
- BAC 1-11-400
- BAC 1-11-500
- Beechcraft Model 18
- Douglas DC-3
- Handley Page Herald
- Handley Page HP-137 Jetstream 1
- Learjet 35
- Piper PA-23 Apache

## Zwischenfälle
- Am 6. März 1970 verunglückte die einzige Handley Page HP-137 Jetstream 1 (Luftfahrzeugkennzeichen D-INAH) der Gesellschaft. Die in München-Riem gestartete Maschine hatte im Anflug auf den Schweizer Flugplatz Samedan einen Turbinenschaden und wurde dadurch manöverierunfähig. Infolgedessen stürzte das Flugzeug etwa drei Kilometer vor der Landebahnschwelle ab. Beide Besatzungsmitglieder und alle neun Passagiere kamen ums Leben. Unter den Opfern befanden sich Bavaria-Gründer Max Schwabe und seine Familie (siehe auch Flugunfall bei Samedan 1970).[7][8]

- Am 19. Juli 1970 überrollte eine vollbesetzte BAC-111-414EG (D-ANDY) nach einem Startabbruch auf dem Flughafen Girona das Bahnende, wobei 20 Passagiere verletzt wurden, fünf davon schwer. Der Kopilot hatte aufgrund eines Missverständnisses kurz vor dem Abheben die Leistung der Triebwerke reduziert.[9] Das von Bavaria als Totalverlust abgeschriebene Flugzeug wurde vom Hersteller in Einzelteilen nach Großbritannien transportiert, auf dem Flughafen Bournemouth repariert und später von der britischen Fluggesellschaft Dan-Air übernommen.[10]